# François Demol
François Demol (Beersel, 19 agosto 1895 – 14 febbraio 1966) è stato un allenatore di calcio e calciatore belga, di ruolo difensore.

## Carriera

### Club
Ha sempre giocato nel campionato belga.

### Nazionale
Ha rappresentato la propria Nazionale alle Olimpiadi del 1924.